# Schweinfe
Die Schweinfe, auch Schweinfebach genannt, ist ein 13,4 km langer, westlicher und orographisch rechter Zufluss der Wohra im hessischen Landkreis Waldeck-Frankenberg. Sie gehört somit, über Wohra, Ohm und Lahn, zum Flusssystem des Rheins.

## Name
Als Ortsname einer Wüstung erscheint der Name erstmals im Jahr 1196 (Suinephe). Er setzt sich zusammen aus dem althochdeutschen Wort swīn „(Wild-)Schwein“ und dem Gewässersuffix -affa.

## Daten
Die Schweinfe (DGKZ 258282) ist ein Gewässer III. Ordnung. Sie ist 13,4 km lang und hat ein 54,589 km² großes Einzugsgebiet. Sie entspringt im Kellerwald nahe Löhlbach auf 480 m ü. NHN und mündet in Gemünden auf etwa 249 m Höhe in die Wohra; somit ergeben sich etwa 231 m Höhenunterschied, wobei dieser vor allem im Oberlauf bis Altenhaina bewältigt wird. Ihre Abflussmenge beträgt 412 Liter/Sekunde (MQ).

## Geographie

### Verlauf
Die Schweinfe entspringt im Kellerwald innerhalb des Naturparks Kellerwald-Edersee. Ihre Quelle liegt etwa 1,5 km nordwestlich von Löhlbach unmittelbar südwestlich der Bundesstraße 253 auf etwa 480 m Höhe; direkt nordöstlich der Straße ist auf topographischen Karten eine 491,7 m hohe Stelle verzeichnet.
Anfangs fließt die Schweinfe, unter Aufnahme mehrerer kleiner Zuflüsse, in einem engen Tal zwischen Pferdsberg (551,3 m) im Nordwesten und Ebelsberg (514 m) (mit den Resten der Aulesburg) im Südosten nach Südwesten. Westlich des Eulenbergs (511,4 m) verläuft sie kurz vor der Kreisstraße 101 für ein kurzes Stück nach Südosten und danach entlang der L 101 in südlicher Richtung vorbei an Altenhaina und Kirschgarten und dann durch Halgehausen. Fortan verläuft sie zumeist östlich entlang der Landesstraße 3073 in südsüdöstlicher Richtung durch die Buntstruth, vorbei an Bockendorf, Sehlen und Grüsen.
Dann erreicht die Schweinfe Gemünden, wo sie in zwei Arme aufgeteilt ist. Der westliche ist der Mühlgraben und liegt etwa 3 m höher als der östliche, der wie die Wohra in der Talsohle verläuft. Er trieb seit dem Mittelalter die Gemündener Mühlen an. In der Ortschaft mündet der Bach nahezu genau südlich von seiner Quelle auf 249 m Höhe in den dort von Nordnordosten heran fließenden Ohm-Zufluss Wohra.

### Einzugsgebiet
Das Einzugsgebiet der Schweinfe ist 54,589 km² groß. Zu ihren Zuflüssen gehören der 5,1 km lange Struthbach (Bach von Römershausen), der bei Bockendorf von Nordwesten her einfließt, und „die“ (örtlich-mundartliche Besonderheit) von Westen kommende, 9,3 km lange Holzbach (GKZ 2582828), die sie etwa 100 m vor ihrer eigenen Mündung in die Wohra aufnimmt.

### Zuflüsse
- Tiefenbach[3] [GKZ 258282118] (links), 1,5 km
- (Bach aus dem) Reichardsgrund (rechts), 0,8 km, 2,36 km²
- Trischelbach[4] [GKZ 25828232] (links), 0,7 km
- Struthbach (rechts), 5,1 km, 10,12 km²
- Kottebach[5] [GKZ 25828254] (links), 0,4 km
- Klingelborn (rechts), 2,5 km, 3,51 km²
- Holzbach (rechts), 9,3 km, 18,05 km²

### Naturraum
Die Schweinfe entspringt im Kellerwald. Das Tal, das oberhalb von Gemünden die Schweinfe ab Altenhaina und die Wohra ab Kloster Haina begleitet, wird naturräumlich Buntstruth (Nr. 345.4) genannt und wird zum Burgwald gerechnet. Die Buntstruth reicht nach Nordwesten entlang dem Struthbach bachaufwärts bis nach Römershausen und zur Hauberner Hecke, dem Sattel zwischen Burgwald und Kellerwald an der Rhein-Weser-Wasserscheide. Von der Schweinfe-Mündung abwärts stellt das untere Wohratal einen eigenen Naturraum (345.3) dar.

## Umwelt
Die Schweinfe ist – wie auch die Holzbach – ein hervorragendes Forellenwasser. Ihr Lauf ist teilweise gesäumt von ökologisch wichtigen Tieflagenauen und, im Oberlauf, von stark erosionsgefährdeten Berghängen.

## Geschichtliches
Das Bett der Holzbach wurde beim Bau der Wohratalbahn nach Kirchhain 1913/14 etwa 150 m südlich des Gemünder Bahnhofs tiefer gelegt, um unter dem Bahndamm hindurchgeführt zu werden. Damit musste die Holzbach unter dem Schweinfe-Aquädukt auch die Schweinfe bzw. den Mühlbach unterqueren, in den sie bisher eingemündet hatte, und seit der Tieferlegung mündet sie nun etwa 80 m weiter östlich in den Parallelarm der Schweinfe.